# Game Maker Language
Pour les articles homonymes, voir GML.
Le GML (Game Maker Language) est le langage de programmation intégré du logiciel Game Maker, créé par Mark Overmars. Le GML peut être vu comme un dérivé du C++ avec des influences issue du Delphi, (lui-même est un dérivé du C), en version très simplifiée : seulement deux types de données (réel et chaîne de caractères), aucune possibilité de créer de nouveaux types de données, une manipulation peu ergonomique des tableaux et autres structures de données, etc.
Le GML est utilisé avec ce qu'on pourrait appeler sa « bibliothèque standard » : un ensemble assez complet de fonctions utiles à la réalisation de jeux vidéo. Celles-ci touchent à tous les aspects de la réalisation ; manipulation des sons, des images, de l'affichage, fonctions mathématiques, fonctions de dessin, etc.